# アンドロメダ座XXII
アンドロメダ座XXII(Andromeda XXII)は、低表面輝度銀河の矮小楕円体銀河である。局所銀河群内にあり、うお座の方角に約940から1033キロパーセク離れている。
アンドロメダ座XXIIは、アンドロメダ銀河（224キロパーセク）よりもさんかく座銀河（42キロパーセク）の方に近く、これまで知られていなかったさんかく座銀河の伴銀河の可能性がある。しかし、現在はアンドロメダ銀河の伴銀河としてカタログに収録されている。
この銀河は、カナダ・フランス・ハワイ望遠鏡のMegaprime/MegaCamカメラを使って行われたPan-Andromeda Archaeological Survey (PAndAS)の最初の年のデータから発見された。